# Massey Ferguson

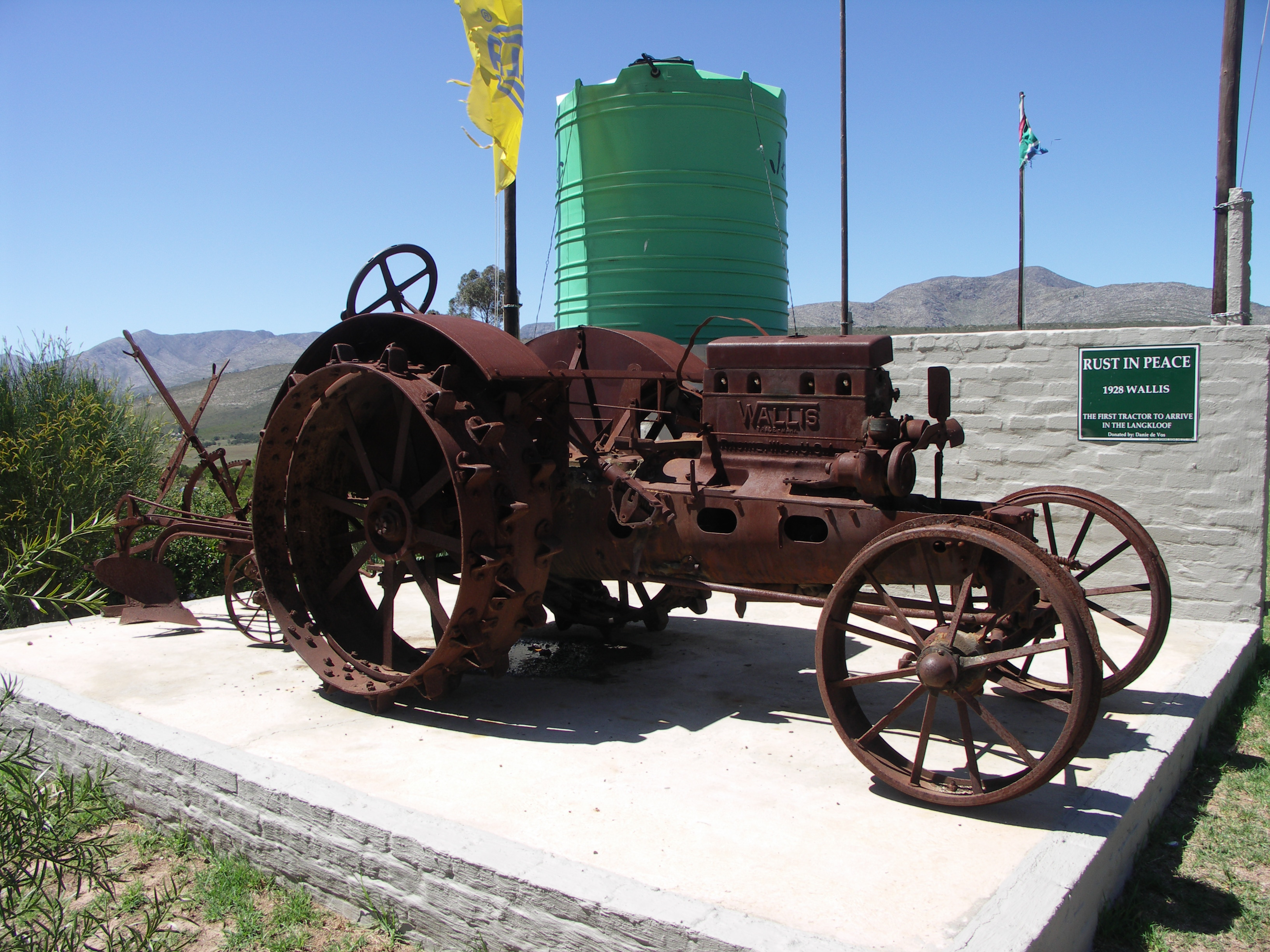
Traktor Wallis z roku 1928

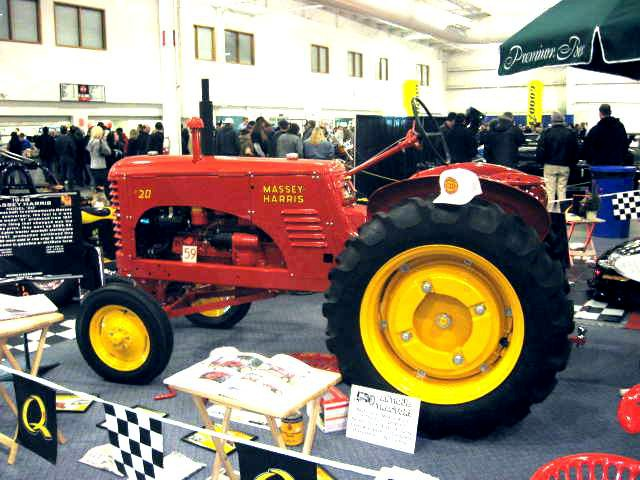
Traktor Massey-Harris 20 z roku 1948

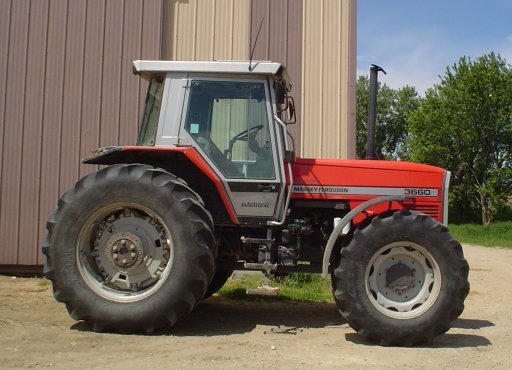
Traktor Massey Ferguson MF 3660 z 90. let 20. století

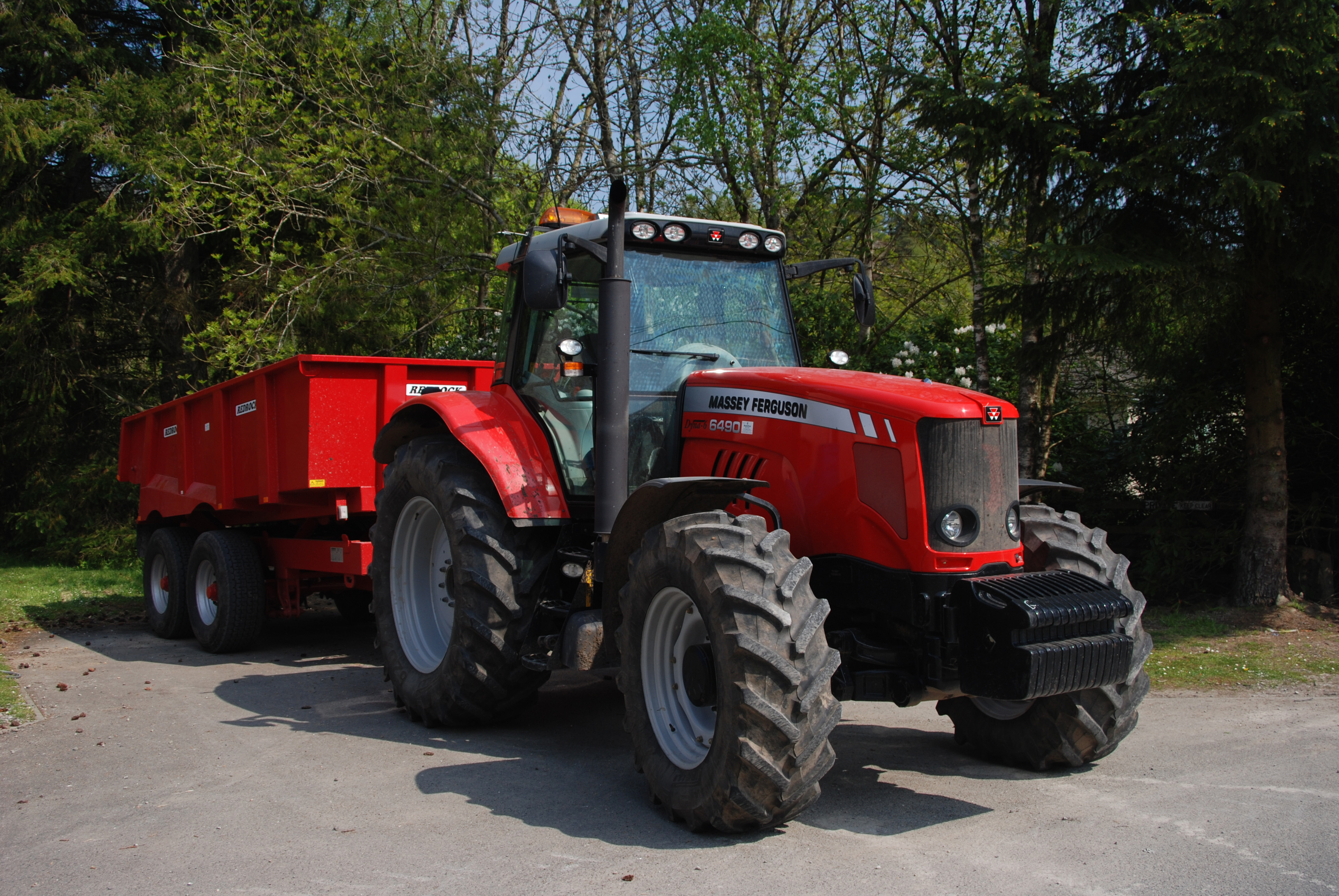
Traktor Massey Ferguson 6490 vyrobený kolem roku 2005

Massey Ferguson Limited je firma vyrábějící zemědělské stroje, která byla založena v Brantfordu na jihozápadě Ontaria v Kanadě. Společnost vznikla spojením mezi firmou Massey Harris a Ferguson Company v roce 1953. Tehdy byl její název Massey Harris Ferguson. V roce 1958 byl název zkrácen a dal tak vzniknout dnešní značce Massey Ferguson. Dnes společnost existuje jako součást korporace AGCO a zůstává významným hráčem na celosvětovém trhu se zemědělskou technikou.[zdroj?]

## Historie značky Massey Ferguson
Společnost Massey Ferguson vznikla spojením dvou firem, Ferguson Company a Massey-Harris, z nichž každá měla zajímavou historii.

### Historie společnosti Ferguson Company
Společnost Ferguson nese jméno svého zakladatele, inženýra a vynálezce Henryho George "Harry" Fergusona. Harry Ferguson (4. listopadu 1884 – 25. října 1960) byl irský inženýr a vynálezce, známý zejména svou rolí ve vývoji moderního zemědělského traktoru. Stal se rovněž prvním Irem, který postavil a pilotoval vlastní letoun a proslavil jej i vývoj prvního vozu formule 1 s pohonem všech kol (Ferguson P99). Tento vůz označil dokonce Stirling Moss za nejoblíbenější vůz F1, s jakým kdy závodil. S tímto vozem jezdili i Graham Hill, Rob Walker a Jack Fairmann. K největším úspěchům tohoto vozu patří vítězství v závodech do vrchu v britském šampionátu 1964. Základ vozu byl použit i pro stavbu speciálu Bobbyho Unsera pro slavný závod 500 mil Indianopolis. Jméno “Harry” Fergusona žije nadále ve jménu značky zemědělské techniky Massey Ferguson.

#### Tříbodový závěs
- Harry Ferguson si patentoval tříbodový závěs pro zemědělské traktory v Británii roku 1926. Jeho zásluha nicméně není v samotném vynálezu tohoto zařízení, ale v uvědomění si nutnosti pevného spojení pluhu (respektive jakéhokoliv zemědělského nářadí) s traktorem. Možná nejdůležitějším přínosem v té době bylo fyzické zabránění nehodám, kdy se tehdy velmi lehké traktory vlivem nárazu pluhu (či jiného nářadí) na překážku mnohdy otočily takzvaně “na záda”. Tříbodový závěs rotaci okolo osy hnacích kol traktoru zabránil. Rukopis Harryho Fergusona je i na několika pozdějších inovacích tohoto zařízení, jako například hydraulické zvedání, které ze tříbodového závěsu udělalo funkční, efektivní a žádaný systém na všech masově vyráběných traktorech. Systém hydraulicky ovládaného tříbodového závěsu umožnil jednoduchou regulaci pracovní výšky neseného nářadí, dotížení traktoru a tím i regulaci trakčních sil, které byl traktor schopen přenášet.
- Před čtyřicátými lety 20. století využíval každý výrobce svůj vlastní systém zavěšení pracovních nástrojů. Velmi používaný byl systém dvoubodový, který ale nemohl být využit k efektivnímu zvedání nářadí. Nicméně tato taktika každého majitele traktoru nutila k nákupu pouze techniky vybavené stejným systémem upínání, jako měl jejich traktor. V případě, že potřeboval farmář vybavení jiného druhu, byly nutné pouze domácké úpravy, přechodky a různé mezikusy, které ne vždy byly funkční, natož bezpečné.
- V 60. letech 20. století se nicméně většina výrobců traktorového nářadí shodla na tom, že tříbodový systém zavěšení bude využíván jako standardní systém pro všechny vyráběné traktory. V okamžiku, kdy vypršely patenty na tuto technologii, k tříbodovému závěsu každý z výrobců přidal svá vlastní zlepšení a modifikace. V současné době téměř všichni výrobci adaptovali některé ze standardizovaných forem tříbodového zavěšení jako základní systém nabízený s jejich produkty.
- Kategorie TBZ – v současné době[kdy?] existuje pět různých velikostních kategorií tříbodových závěsů. Vyšší kategorie závěsů mají pevnější ramena a větší čepy. Je zde určité rozpětí výkonnostních kategorií traktorů a některé z nich se překrývají.

#### Ferguson TE 20
Ferguson TE 20 byl revoluční stroj, který měl hydraulický tříbodový závěs, přiměřený výkon a vynikající ovladatelnost.

### Historie společnosti Massey-Harris

#### Daniel Massey
- Daniel Massey (24. února 1798 – 15. listopadu 1856) byl kovářem v Newcastlu v Ontariu, který začal s výrobou zemědělského nářadí roku 1847. Daniel Massey studoval ve Watertownu (New York) a později se vrátil do Kanady. Zde založil společnost Newcastle Foundry and Machine Manufactory, ve které vyráběl první mechanická síta na americkém kontinentu.
- Hart Massey byl Danielovým nejstarším synem a poté, co společnost převzal, přejmenoval ji na Massey Manufacturing Co. Společnost se roku 1879 přesunula do Ontaria, kde se stala jedním z nejvýznamnějších zaměstnavatelů.
- Výrobní prostory na ploše 4,4 hektaru (se sídlem na adrese 915 King Street West) se staly známou součástí města. Massey společnost rozšířil a začal prodávat své výrobky mezinárodně. Díky dobře vedené reklamní kampani se značka stala jednou z nejznámějších v Kanadě.

#### Alanson Harris
- A. Harris, Son & Co. Ltd. byla rovněž kanadská společnost vyrábějící zemědělské stroje. Konkurenti se ale v roce 1891 dohodli na spolupráci, vytvořili společně firmu Massey-Harris Company Limited a stali se tak největším výrobcem zemědělských strojů v Britském impériu. Společnost vyráběla síta, mlátičky, bezpečnostní bicykly a dokonce i kola poháněná namísto řetězu hřídelovým převodem.[4] V roce 1910 společnost zakoupila firmu Johnston Harvester Company z New Yorku a stala se tak první kanadskou nadnárodní společností.

#### Massey-Harris Company Limited
- Massey Harris vyráběl jeden z prvních traktorů s pohonem všech kol. Synové Harta Masseye, Charles, Walter, Chester a Fred, se zapojili do obchodu a převzali řízení společnosti. Byli nicméně posledními členy rodiny, kteří se ve firmě angažovali. Ostatní členové zamířili jinými směry (Vincent Massey se stal guvernérem Kanady, Raymond Massey byl populárním hercem v amerických filmech té doby). Rodina Masseyových podporovala město Toronto a mnohé z místních institucí (University of Guelph, University of Toronto, Upper Canada College, Crescent School, Appleby College, Massey Hall a Metropolitan United Church).
- Massey-Harris vyráběl první modely traktorů, například Massey-Harris GP 15/22 o výkonu 20 HP (1930–1936),[5] 25 koňských sil měl Massey-Harris Pacemaker (1936–1939),[6] 35 koní Model 101 (1938–42) a konečně známé modely Massey-Harris Pony, Model 20, Model 81, a Model 744.
- Massey-Harris způsobil revoluci ve sklizni obilovin, když v roce 1938 představil první samojízdnou sklízecí mlátičku, takzvaný kombajn (combine) pod označením No. 20. Bohužel tento stroj byl příliš těžký a drahý pro sériovou výrobu. Představen byl proto pozdější No. 21, který byl testován roku 1940 a dán do prodeje od roku 1942. Tento stroj byl oslaven vydáním na kanadských poštovních známkách roku 1996.
- Poslední poválečná generace traktorů Massey-Harris před spojením s Feguson Company zahrnovala 25 koňový M-H 22 series, 35 koňový M-H 33 series, 45 koňový M-H 44 series a 55 koňový M-H 55 series.

### Massey Ferguson
Massey Ferguson vyvinul širokou řadu zemědělských strojů populárních po celém světě a zejména v Evropě.
- První traktor masově vyráběný pod značkou Massey Ferguson byl model TVO, který rychle nahradil pozdější model Diesel 20. V roce 1958 to byl pak MF35, tedy první traktor pod zkrácenou značkou Massey Ferguson. Tyto traktory byly velmi populární v celém impériu, ve Velké Británii, Austrálii a v Irsku. A pochopitelně i ve Spojených státech amerických.
- Dalším prodejním trhákem byl MF135, velmi populární pro svou spolehlivost a výkonnost v porovnáním s ostatními traktory té doby. Byl prvním traktorem tzv. stovkové série, která zahrnovala MF 135, 145, 148, 150, 165, 168, 175, 178, 180, 185 a 188.
- Ve stejné době byla představena i série MF 1000 (MF 1080, 1100, 1130 a 1150). Později přišly MF 550, 565, 575, 590, 595 (500 series).
- Od poloviny 70. let a raných 80. let pak MF 200 series (MF 230, 235, 240, 245, 250, 255, 260, 265, 270, 275, 278, 280, 285, 290, 298, 299).
- Série z poloviny 80. let měla krátký život (MF 675, 690, 690T, 695, 698 a 699). Důvodem neúspěchu byl vzhled a špatně řešená kabina traktoru.
- Ke konci 80. let proto byla vypuštěna jedna z nejúspěšnějších sérií MF 300. Vynikající výkon, jednoduchá kabina, vysoký rozsah převodových rychlostí. To udělalo z MF 300 series jeden z nejprodávanějších traktorů v Evropě (MF 350, 362, 375, 390, 390T, 393, 394, 395, 398 a nejsilnější a velice populární Massey Ferguson 399 s výkony od 72 HP do 104 HP).
- 90. léta byla ve znamení MF 6100 series a 8100 series (6150, 6180 a 8130).